# Юкатан (тауншип, Миннесота)
Юкатан (англ. Yucatan) — тауншип в округе Хьюстон, Миннесота, США. На 2000 год его население составило 351 человек.

## География
По данным Бюро переписи населения США площадь тауншипа составляет 111,2 км², из которых 110,8 км² занимает суша, а 0,4 км² — вода (0,35 %).

## Демография
По данным переписи населения 2000 года здесь находились 351 человек, 133 домохозяйства и 100 семей.  Плотность населения —  3,2 чел./км².  На территории тауншипа расположено 147 построек со средней плотностью 1,3 построек на один квадратный километр. Расовый состав населения: 97,44 % белых, 0,28 % коренных американцев, 0,28 % азиатов, 0,85 % — других рас США и 1,14 % приходится на две или более других рас. Испанцы или латиноамериканцы любой расы составляли 1,14 % от популяции тауншипа.
Из 133 домохозяйств в 36,1 % воспитывались дети до 18 лет, в 66,9 % проживали супружеские пары, в 5,3 % проживали незамужние женщины и в 24,1 % домохозяйств проживали несемейные люди. 17,3 % домохозяйств состояли из одного человека, при том 3,8 % из — одиноких пожилых людей старше 65 лет. Средний размер домохозяйства — 2,64, а семьи — 3,03 человека.
27,1 % населения — младше 18 лет, 5,7 % — в возрасте от 18 до 24 лет, 30,2 % — от 25 до 44, 27,4 % — от 45 до 64, и 9,7 % — старше 65 лет. Средний возраст — 40 лет. На каждые 100 женщин приходилось 108,9 мужчин.  На каждые 100 женщин старше 18 приходилось 111,6 мужчин.
Средний годовой доход домохозяйства составлял 40 417 долларов, а средний годовой доход семьи —  50 625 долларов. Средний доход мужчин —  32 500  долларов, в то время как у женщин — 23 125. Доход на душу населения составил 18 130 долларов. За чертой бедности находились 1,2 % семей и 7,3 % всего населения тауншипа, из которых 13,0 % младше 18 лет.